# Love Difference
Love Difference è un cortometraggio del 2007 scritto e diretto da Armando Ceste che ne ha curato anche la fotografia e il montaggio.

## Trama
Il teatro a Porta Palazzo, il quartiere-mercato di Torino. Le prove e le testimonianze dei giovani interpreti. Provenienti da tutto il mondo, le loro differenze si fondono nel progetto teatrale.

## Produzione
Il film fu prodotto dalla Città di Torino e dall'Università degli Studi di Torino col contributo della Regione Piemonte per il comitato "Progetto Porta Palazzo - The Gate".
L'opera Amare le differenze è stata realizzata da Michelangelo Pistoletto, nell'ambito della manifestazione Luci d'artista.